# 北スラウェシ州
北スラウェシ州（きたスラウェシしゅう、インドネシア語: Sulawesi Utara）は、インドネシアの州。スラウェシ島北東部、ミナハサ半島にあり、州都はマナド。2000年12月にゴロンタロ州が分離した。人口の71%がキリスト教徒であり、イスラム教が主流のインドネシアでは例外的な地方である。ミナハサ族が多く居住している。

## 行政区分
北スラウェシ州は10つの県と4つの市部に分けられている。

### 県
1. ミナハサ県（トンダノ（英語版））
2. 北ミナハサ県（アイルマディディ（英語版））
3. 南ミナハサ県（アムラン（英語版））
4. 南東ミナハサ県（ラタハン（英語版））
5. タラウド諸島県（メロングエン（英語版））（タラウド諸島）
6. ボラアン・モゴンドウ県（コタモバグ（英語版））
7. 北ボラアン・モゴンドウ県（ボロコ（英語版））
8. 南ボラアン・モゴンドウ県（ボラアンウキ（インドネシア語版））
9. 東ボラアン・モゴンドウ県（トゥトゥヤン（英語版））
10. サンギヘ諸島県（タフナ）（サンギヘ諸島）
11. シアウ・タグランダン・ビアロ県（オンドン（インドネシア語版））（シタロ諸島）

### 市
1. ビトゥン
2. コタモバグ（英語版）
3. マナド
4. トモホン（英語版）

## 交通機関

### 空港
- サム・ラトゥランギ国際空港

## 日本との関係
国際協力機構が2016年度にインドネシア共和国官民連携型農業振興活性化支援情報収集・確認調査を実施した際、千葉県南房総市とトモホン市がマッチングされ、道の駅とみうらを模倣した日本式の道の駅である道の駅パケワが、2023年にトモホン市にオープンした。